# Misa del Papa Francisco
La Misa del Papa Francisco (en latín: Missa Papae Francisci y  en italiano: Messa di papa Francesco, título completo: Missa papae Francisci. Anno ducentesimo a Societate restituta) es una composición musical de Ennio Morricone. La obra, que como dice el título está dedicada al papa Jorge Bergoglio, fue creada con motivo del bicentenario de la restauración de la Compañía de Jesús, la obra fue terminada en 2014, pero su estreno demoró un año por motivos de salud del autor.
La obra fue estrenada en Roma, en la Iglesia del Gesù, el 10 de junio de 2015. Escrito para un coro doble, órgano y orquesta, siendo interpretada por primera vez por la Orquesta Roma Sinfonietta y el Nuovo Coro Lirico Sinfonico Romano - Coro Petrassi, con la participación de algunos elementos del Coro de la Academia Santa Cecilia. La obra se transmitió el 11 de junio de 2015, en el canal de televisión abierta italiana Rai 5.

## Estructura
La misa es structurada en siete movimientos: Introitus (Introducción), Kyrie, Gloria, Alleluia, Sanctus, Agnus Dei y Finale.
La sección introductoria tiene la particularidad de haber sido escrita de tal manera que se forma una cruz en las páginas de la partitura: una línea confiada a los cuernos, trompetas y coro reproduce el brazo horizontal de la cruz en las páginas, mientras que a intervalos regulares de corta duración, interviene El resto del personal para formar el brazo vertical.
En la sección final, Morricone propone una pieza de la famosa banda sonora de la película La misión, compuesta por él mismo. La elección está dirigida, ya que la película se vuelve a conectar con el trabajo a través de sus protagonistas, los padres jesuitas.